# Kofola
 La Kofola és una beguda no-alcohòlica d'origen txecoslovac, la producció de la qual va començar la companyia farmacèutica Galena l'any 1962. Durant els anys 60 i 70, Kofola va començar a ser molt popular a la Txecoslovàquia comunista, perquè substituïa les begudes occidentals com Coca-Cola o Pepsi-Cola, les quals eren poc disponibles al mercat txecoslovac i, a més a més, valien el doble (5 Kcs) del preu de la popular Kofola.
Després de la Revolució de Vellut, l'any 1989, quan va caure el règim comunista i el mercat txecoslovac es va obrir a marques estrangeres, Kofola havia de començar a competir amb aquestes per a mantenir la seva popularitat al seu país d'origen.
Després d'una temporada de decadència i molts judicis (moltes companyies van començar a produir les seves pròpies "kofola"), tot i que aquestes no tenien res a fer amb l'original kofola. L'any 2000, la companyia Santa nápoje, propietat de la família grega Samaras amb domicili a la ciutat de Krnov, a la República Txeca, va convertir-se en l'únic productor i distribuidor de Kofola a la República Txeca i Eslovaca.